# Grammisgalan 2020
Grammisgalan 2020 hölls 6 februari 2020 i Annexet i Stockholm. 2019 års mest uppmärksammade artister, musiker och kreatörer prisades i 21 kategorier.

## Priser
Kategorierna detta år är:

### Årets album
Vinnare blev Molly Sandén – Det bästa kanske inte hänt än
Övriga nominerade var:
- Henok Achido – Bror Utan Sol (Bland Rök och Stearin)
- Sarah Klang – Creamy Blue
- Snoh Aalegra – Ugh, those feels again
- Tove Lo – Sunshine Kitty

### Årets alternativa pop
Vinnare blev Amason – Galaxy I 
Övriga nominerade var:
- Jenny Wilson – TRAUMA
- Joel Alme – Bort bort bort
- Sarah Klang – Creamy Blue
- Weeping Willows – After Us

### Årets artist
Vinnare blev Molly Sandén
Övriga nominerade var:
- Einár
- Mabel
- Snoh Aalegra
- Veronica Maggio

### Årets dansband
Vinnare blev Arvingarna – I Do
Övriga nominerade var:
- Donnez – Med stora steg
- Lasse Stefanz – Night Flight
- Magnus Carlsson – Från Barbados till Gamla Stan
- Perikles – Den coolaste bruden i byn

### Årets elektro/dans
Vinnare blev Avicii – TIM
Övriga nominerade var:
- Bella Boo – Once Upon A Passion
- Bottenvikens Silverkyrka – Tre-noll-treenigheten
- Kornél Kovács – Stockholm Marathon
- Mr. Tophat – Dusk to Dawn part I, II & III

### Årets folkmusik
Vinnare blev Willemark/Knutsson/Öberg – Svenska Låtar
Övriga nominerade var:
- Drömkväde – Drömkväde
- Sara Parkman – Vesper
- Sofia Karlsson, Mattias Pérez & Daniel Ek – Guitar Stories vol. III
- Väsen – Rule of 3

### Årets hiphop
Vinnare blev Einár – Första Klass
Övriga nominerade var:
- Dree Low – Flawless
- Ozz6y – SEXAN
- Parham – Vårt paradis
- Z.E – MER ÄN RAP

### Årets hårdrock/metal
Vinnare blev Candlemass – The Door to Doom
Övriga nominerade var:
- Entombed A.D. – Bowels Of Earth
- Hammerfall – Dominion
- Opeth – In Cauda Venenum
- The Flower Kings – Waiting For Miracles

### Årets jazz
Vinnare blev Martin Hederos – Era spår
Övriga nominerade var:
- Isabella Lundgren – Out Of The Bell Jar – A Tribute To Bob Dylan
- Oddjob – Kong
- Per "Texas" Johansson – Stråk på himlen och stora hus
- Tonbruket – Masters of Fog

### Årets klassiska
Vinnare blev Dan Laurin och Höör Barock – Golovinmusiken / The Golovin Music
Övriga nominerade var:
- Broman/Crawford-Phillips/Musica Vitae – Fanny & Felix Mendelssohn: Double Concerto & String
- Malin Byström / Helsingborgs symfoniorkester / Stefan Solyom – Orchestral Songs
- Peter Mattei & Lars David Nilsson – Schubert: Winterreise, Op.89, D.911
- Stenhammar Quartet – Debussy – Teilleferre – Ravel

### Årets kompositör
Vinnare blev Smith & Thell
Övriga nominerade var:
- Amanda Bergman, Gustav Ejstes, Nils Törnqvist, Pontus Winnberg, Petter Winnberg
- Ilya Salmanzadeh
- Linnea Södahl
- Tim Bergling, Salem Al Fakir, Vincent Pontare, Albin Nedler, Kristoffer Fogelmark, Isak Alvérus, Carl Falk, Joakim Berg, Lucas Von Bahder, Marcus Thunberg Wessel, Martin Svensson

### Årets låt
Vinnare blev Avicii – SOS (feat. Aloe Blacc)
Övriga nominerade var:
- Einár – Katten i trakten
- Mares – Sunnanvind
- Molly Sandén – Rosa himmel
- Veronica Maggio – Tillfälligheter

### Årets musikvideo
Vinnare blev Vedran Rupic – Salvatore Ganacci – Horse
Övriga nominerade var:
- Joanna Nordahl – Four Tet – Teenage Birdsong
- Olle Knutson – Jelassi – Keff båt
- Filip Nilsson – Justice – Heavy Metal

### Årets nykomling
Vinnare blev Einár – Första Klass / NUMMER 1
Övriga nominerade var:
- Guleed – 50 Grader i februari
- Jacob Mühlrad – TIME
- Jelassi – Port 43
- Victor Leksell – Klär av dig, Allt för mig

### Årets pop
Vinnare blev Molly Sandén – Det bästa kanske inte hänt än
Övriga nominerade var:
- Benjamin Ingrosso – Identification (Deluxe)
- Mabel – High Expectations
- Mapei – Sensory Overload
- Tove Lo – Sunshine Kitty

### Årets producent
Vinnare blev Ilya Salmanzadeh
Övriga nominerade var:
- Jenny Wilson & Johannes Berglund
- NISJ
- Rami "Straynane" Hassen
- Tim Bergling, Salem Al Fakir, Vincent Pontare, Albin Nedler, Kristoffer Fogelmark, Carl Falk, Lucas Von Bahder, Marcus Thunberg Wessel

### Årets rock
Vinnare blev Hurula – Klass
Övriga nominerade var:
- Mando Diao – BANG
- Millencolin – SOS
- ShitKid – [DETENTION]
- Takida – Sju

### Årets textförfattare
Vinnare blev Erik Lundin – Zebrapojken
Övriga nominerade var:
- Henok Meharena – Bror Utan Sol (Bland Rök och Stearin)
- Håkan Hellström – Illusioner
- Molly Sandén – Det bästa kanske inte hänt än
- Parham Pazooki – Vårt paradis

### Årets visa/singer-songwriter
Vinnare blev Håkan Hellström – Illusioner
Övriga nominerade var:
- Anna Ternheim – A Space For Lost Time
- Annika Norlin och Jens Lekman – Correspondence
- Melissa Horn – Konstgjord andning
- Sophie Zelmani – Sunrise

### Årets hederspris
Vinnare blev Roxette

### Årets specialpris
Vinnare blev Lasse Höglund